# سداب
السَّدَّاب هو جنس من الخنافس من فُصيلة فرقعاوات اللوز من الفصيلة السالولية.

## الأنواع
من أنواعها:
- سداب مارد